# Уан Хао (шахматист)
Вижте пояснителната страница за други личности с името Уан Хао.
Уан Хао (китайски: 王皓; пинин: Wáng Hào) е китайски шахматист, гросмайстор.

## Биография
Роден е на 4 август 1989 г. в град Харбин, провинция Хъйлундзян, Китайска народна република. Започва да се занимава с шахмат на шестгодишна възраст. По това време има намерението да изучава сянци, но избира да тренира шахмат заради възможността да пътува.
През 2005 г. спечелва откритото първенство на Дубай, предизвиквайки сензация. Уан постига еднолична победа в състезанието, където учатват 53 гросмайстори и 30 международни майстори, без да има звание от ФИДЕ. През 2009 г. завършва на второ място в китайското индивидуално първенство, а година по-късно го спечелва след тайбрек с резултат 7,5 точки от 11 възможни. През 2011 г. е победител в турнира по ускорен шахмат, част от световните интелектуални игри на „СпортАкорд“.

## Турнирни резултати
- 2005 – Куала Лампур (първо място на „Dato’ Arthur Tan Malaysia Open“ с резултат 10 точки от 11 възможни)[6]
- 2008 – Рейкявик (първо място след тайбрек на „Рейкявик Оупън“ с резултат 7 точки от 9 възможни)[7]
- 2012 – Бил (първо място в гросмайсторския турнир на ежегодния международен шахматен фестивал)[8]
- 2012 – Ташкент (първо-трето място с Александър Морозевич и Сергей Карякин в турнира от „Гран При“ серията на ФИДЕ)[9]